# Parisatide
Parisatide (metà V secolo a.C. – metà IV secolo a.C.) è stata una principessa persiana, figlia illegittima di Artaserse I e regina di Persia in quanto sposa del fratellastro Dario II.

## Biografia
A causa della debolezza di Dario nel governare, il potere finì nelle mani di Parisatide, sua sposa dal 424 a.C., il cui governo fu caratterizzato quasi unicamente da omicidi. Su sua istigazione Dario condannò a morte i suoi due fratelli Sogdiano e Arsite, così come Artufio e Artossare, l'eunuco capo; tutta la famiglia di Statira, che era sposata con suo figlio Artaserse, fu sterminata a causa della sua gelosia, e ci volle molta fatica per indurla a risparmiare la vita di Statira stessa.
Generò non meno di tredici figli, di cui solo quattro raggiunsero l'età adulta. Il maggiore di questi, Arsace, che poi assunse il nome di Artaserse, nacque prima che Dario ottenesse il trono di Persia, e con questo pretesto Parisatide cercò di ostacolarne l'ascesa al trono, parteggiando invece per il secondo figlio, Ciro. Dopo la morte di Dario (405 a.C.) Parisatide, non riuscendo ad impedire ad Artaserse ereditasse il trono, per evitare che lui facesse uccidere Ciro, usò la sua influenza per far tornare quest'ultimo alla sua satrapia in Asia Minore.

### L'impresa di Ciro
Durante l'assenza di Ciro, Parisatide continuò ad esercitare sul re un'influenza a favore del figlio prediletto, imponendo ad Artaserse di ascoltare i discorsi su una presunta spedizione che Ciro stava organizzando per sottrargli il trono di Persia. Ciro, in realtà, nel 401 a.C. organizzò veramente una campagna militare contro il fratello, e marciò su Babilonia con diecimila mercenari greci; nella battaglia di Cunassa, alle porte della città, fu però ucciso mentre tentava di avvicinarsi al fratello Artaserse.
Dopo la sua morte Parisatide non esitò a mostrare il suo dolore per la morte del figlio preferito, conferendo onori funebri ai suoi resti mutilati e mostrandosi gentile con Clearco, il capo dei mercenari greci; Parisatide cercò fino all'ultimo di salvargli la vita, prima che venisse catturato con un tranello del satrapo Tissaferne.
Non passò molto tempo prima che la debolezza e la superbia di Artaserse, che si vantava di aver ucciso il fratello con la propria mano, permettessero a Parisatide di vendicarsi dei veri autori della morte di Ciro, ognuno dei quali successivamente cadde in suo potere e fu giustiziato, dopo aver subito le torture più crudeli.

### Ultimi anni
Nel frattempo aumentarono i dissensi tra lei e Statira, la moglie di Artaserse, ma Parisatide alla fine trovò l'opportunità di ucciderla col veleno.
Artaserse, impotente, anche se consapevole della colpevolezza della madre, fu contento di bandirla da Babilonia, ma non passò molto tempo prima che si dimenticasse il passato e la richiamasse alla sua corte, dove Parisatide recuperò in fretta la sua influenza. Si avvalse di questa per agire contro Tissaferne, che aveva sempre odiato per essere stato il primo a rivelare i piani di Ciro a suo fratello, e che venne messo a morte da Artaserse su istigazione della madre (396 a.C.). 
L'uccisione di Tissaferne fu l'ultimo dei delitti commessi da Parisatide, o almeno è l'ultimo di cui si trova menzione nelle fonti antiche. Il periodo della sua morte è del tutto sconosciuto.
La storia dei suoi intrighi e delle sue crudeltà è stata raccontata da Plutarco, che attinse le informazioni da Ctesia di Cnido, che aveva abitato presso la corte di Persia per tutto il periodo del regno di Artaserse e che quindi è considerato molto attendibile; Ctesia, però, riporta i fatti molto più sinteticamente di Plutarco.
Le è stato intitolato l'asteroide 888 Parysatis.

## Figli
Dei tredici figli di Dario II e Parisatide, solo quattro, secondo Ctesia di Cnido, raggiunsero l'età adulta e precisamente:
- Artaserse II
- Ciro il Giovane
- Artoste[11][12]
- Ossandra[11]